# Брауні
Бра́уні (англ. brownie, від brown — «коричневий») — у британській, зокрема англійській та шотландській нижчій міфології та фольклорі домашній дух-помічник у подобі чоловічка. Загалом подібний до слов'янського домовика.

## Образ
Вірування в брауні були поширені по більшій частині Британії. Зазвичай їх являли маленькими чоловічками заввишки 3 фути, з коричневим обличчям, часом без носа, з розпатланим волоссям, в коричневому одязі. В Абердінширі вірили, що в цих істот зрощені пальці. Здебільшого вважалося, що брауні живуть поодинці і всі вони чоловіки. Аналогічні духи жіночої статі називалися селкі та носили сірий одяг.
Брауні з'являються вночі та виконують за людей незакінчену хатню роботу. Вони можуть жати, косити, молотити, пасти овець, допомагати курам нести яйця, захищати господарство від злодіїв. Їм досить почути як люди жаліються на якусь важку чи невдалу роботу, щоб почати виконувати її та покращувати. Деякі брауні допомагають одному члену родини, котрого вподобали. З приходом християнства з'явилося повір'я, що брауні створені аби полегшити життя Адама, котрому після вигнання з Едему потрібно було самотужки добувати харчі.
В подяку для брауні лишали молоко, вершки, пироги чи солодкі коржі. Часто їх з'їдали діти, але вважалося, що це брауні отримали страви. Вважалося, не можна наперед обіцяти брауні якусь винагороду, як і не можна не віддячувати ніяк, інакше ці духи назавжди покинуть обійстя. За різними віруваннями, винагороджувати брауні дозволено коли і як заманеться; чи навпаки лишати їм частування належить регулярно та щедро, і відповідно до того, що брауні отримають, вони й працюватимуть далі. Подекуди для цих духів щороку лишали сорочку, хоча в інших місцях побутувало уявлення, що отримавши одяг брауні назавжди покине службу. В переказах якщо брауні ображається на скупих людей, то співає їм пісню, що вони погані господарі, й покидає їх. Також брауні здатні карати хазяїв і їхніх слуг. Скривджений або обурений брауні може завдати всіляких неприємностей, зіпсувати речі, наслати хворобу чи занедбати будинок.
Брауні бояться потоків води та християнських символів.

## У мистецтві

Модернізоване зображення брауні у логотипі Клівленд Браунс, 1950-і рр.

Брауні — персонаж чисельних народних казок, в яких розповідається про його вдячність добрим господарям або про помсту тим, хто його зневажив. У 1645 році Джон Мілтон описав брауні в поемі «L'Allegro», де назвав його гобліном. Джеймс Гоґ зробив брауні персонажем свого роману «Брауні Бодсбека» (1818).
У другій половині XIX століття брауні стають персонажами літературних казок. Так, у 1865 вийшла казка Джуліани Едвінг «Брауні», що пізніше увійшла до збірки «Брауні та інші казки» (1871). В 1890-і, переважно у Америці, образ брауні здобув популярність у культурі, в тому числі і з комерційними цілями в рекламі. Одним із головних популяризаторів образу брауні був канадо-американський художник і письменник Палмер Кокс, що зобразив брауні у своїх гумористичних творах, першим з яких став «Брауні: їхня книга» (1887).
У 1889 році у Росії вийшов вільний переказ коміксів Палмера Кокса російською мовою, виконаний Анною Хвольсон, під назвою «Царство малюток». Оповідання в його складі було створено на основі малюнків Кокса, в цьому творі канадські персонажі отримали нові імена, зокрема, там з'явилися такі герої, як Мурзилка, Знайко і Незнайко. Книга Хвольсон вплинула на творчість Миколи Носова: відомо, що в 1952 році письменник зустрівся з Богданом Чалим, редактором журналу «Барвінок» і розповів йому про плани твору, де Незнайко, був би уже головним героєм. У 1953—1954 роках у «Барвінку» з'явилася повість-казка «Приключения Незнайки и его товарищей/Пригоди Незнайка і його товаришів», опублікована одразу двома мовами — російською та українською.